# Peucetia
Die Gattung Peucetia zählt zur Familie der Luchsspinnen (Oxyopidae) innerhalb der Ordnung der Webspinnen. Die Gattung ist in vielen Teilen der Welt vertreten, wobei die Mehrheit der Arten vermutlich in den wärmeren Gebieten der Südhalbkugel vorkommt. Das bevorzugte Habitat (Lebensraum) der Spinnen bildet im Regelfall grünes Blattwerk von Sträuchern und Bäumen. Die Arten der Gattung Peucetia sind kleine bis mittelgroße Echte Webspinnen (Araneomorphae), die oftmals auffällig grün in Erscheinung treten. Bemerkenswert sind außerdem die vergleichsweise langen und mit ebenso längeren Stacheln versehenen Beine.
Mit anderen Luchsspinnen teilen die Vertreter der Gattung Peucetia ihre tagaktive Lebensweise. Sie sind außerdem recht bewegungsfreudig und erlegen Beutetiere ohne ein Spinnennetz, sondern jagen andere Gliederfüßer aktiv in ihrem Habitat, in dem sie aufgrund ihrer Färbung zumeist gut getarnt sind. Innerhalb der Gattung selber ist vor allem die Biologie der Grünen Luchsspinne (P. viridans) gut erforscht.

## Merkmale

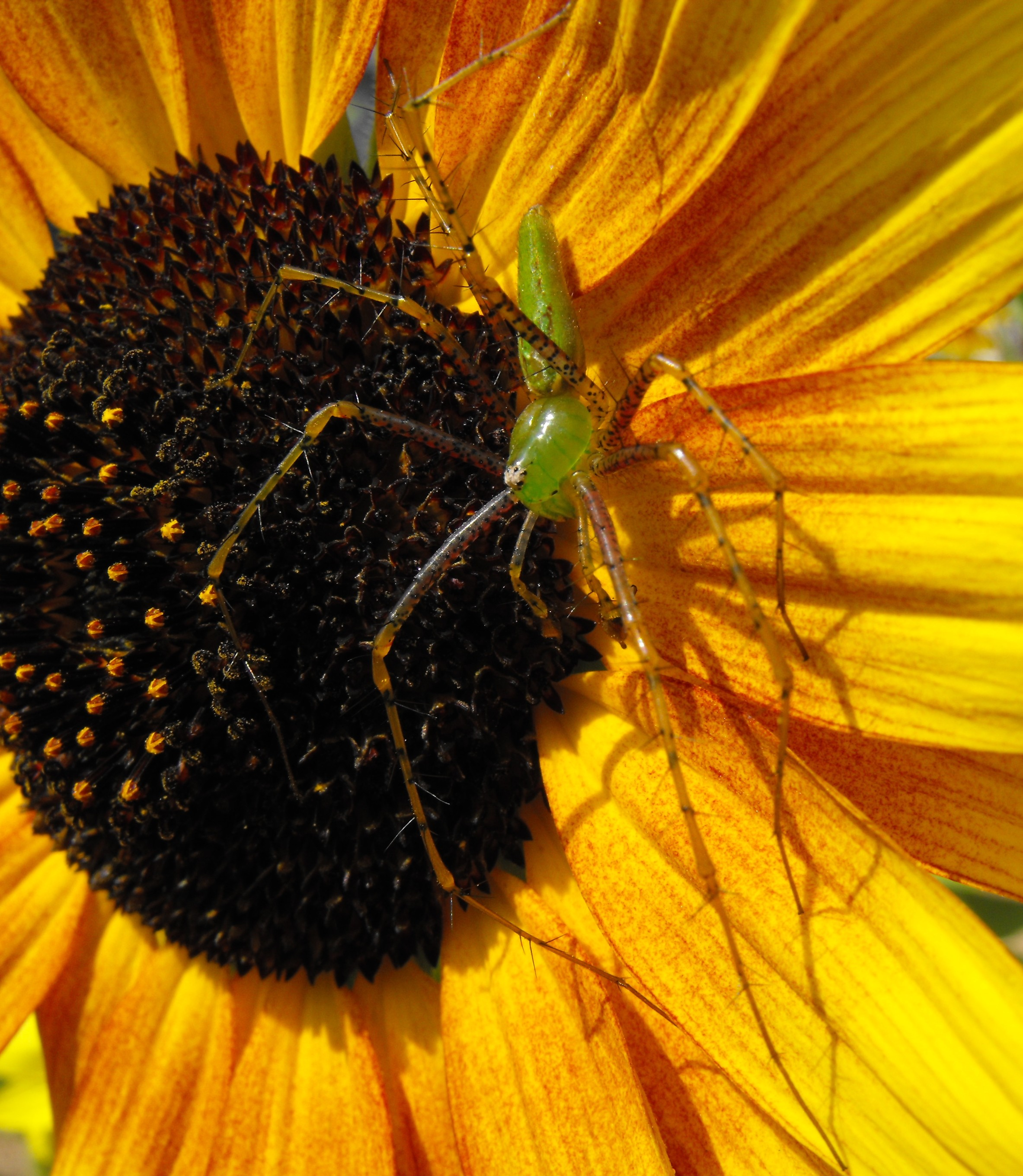
Männchen der Gattung Peucetia

Die Arten der Gattung Peucetia sind kleine bis mittelgroße Echte Webspinnen (Araneomorphae), wobei die größer werdenden Weibchen eine Körperlänge von 10,67 bis 22,33 und die kleiner bleibenden Männchen eine von 8,33 bis zu 17,5 Millimetern erreichen. Für viele Arten ist eine signifikant grüne Farbgebung typisch. Dabei bildet grün oder ein schattiertes Grün dann die wesentliche Farbgebung der Spinnen, wobei sich dies bei in Ethanol eingelagerten Exemplaren rasch ändert. Im lebendigen Zustand können schwarze, gelbe und rote Zeichenelemente am ganzen Körper ausgeprägt sein, während am Opisthosoma (Hinterleib) im selbigen Zustand üblicherweise weiße bis dunkelgrüne Flächen oder Linierungen vorhanden sind.

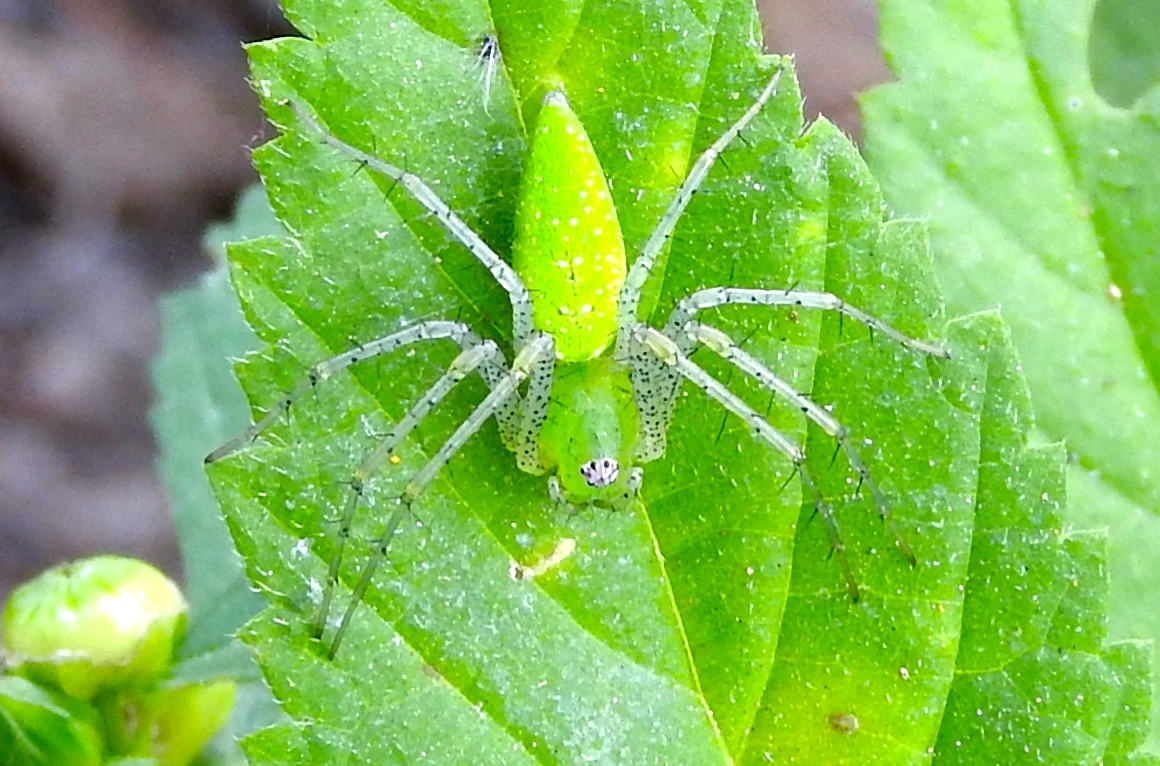
Dorsalansicht eines Weibchens der Gattung Peucetia mit Blick auf den Carapax.

Der Carapax (Rückenschild des Prosomas, bzw. Vorderkörpers) ist bei der Gattung Peucetia länger als breit, vergleichsweise hoch und anterior (vorne) konvex, während er posterior (hinten) abfällt. Der kephale (am Kopf gelegene) Bereich ist eher schmal und der thorakale (an der Brust gelegene) breiter sowie lateral (seitlich) abgerundet. Sowohl hinter dem Augenbereich als auch medial (mittig) auf dem Carapax, den Cheliceren (Kieferklauen) und dem Clypeus (Abschnitt zwischen dem anterioren Augen und dem Vorderrand des Carapax) befinden sich wenige lange Setae (chitinisierte Haare). Der kephale Bereich weist eine gelbe, V-förmige Zeichnung auf, die manchmal zahlreiche Makrosetae (längere Setae) trägt, die wiederum anterior zur Fovea (An die Muskeln des Saugmagen ansetzende Einkerbung) verlaufen. Bei einigen Arten befinden sich lateral an dem thorakalen Bereich entweder feine Makrosetae oder braune unregelmäßige Radiärfurchen oder beide Strukturen. Die Fovea besitzt oft eine dunkelbraune Zeichnung auf beiden Seiten. Die acht schwarzen Augen nehmen einen kleinen Bereich am Rand des Carapax ein. Die innere Struktur der Augen ist oft als schwarze Bänderung erkennbar, die zum Zentrum der Augenregion ausstrahlen. Die Augenregion selber ist behaart mit weißen bis cremefarbenen Makrosetae bedeckt. Die Augen sind wie bei den meisten je zu viert in zwei Reihen angegliedert, von denen die posteriore Reihe breiter als die anteriore ist. Des Weiteren verläuft die anteriore Augenreihe stark und die posteriore nur leicht prokurv (nach vorne gebogen). Unter den Augen bilden die anterior medianen die kleinsten und die im Vergleich zu diesen deutlich größeren anterior lateralen Augen wiederum die größten. Die Größe der posterioren Augen, die allesamt gleich groß sind, liegt im Mittelwert der anterioren. Der Abstand zwischen den anterior medianen Augen ist kleiner hinsichtlich der Breite als der Abstand zwischen den anterior lateralen Augen.

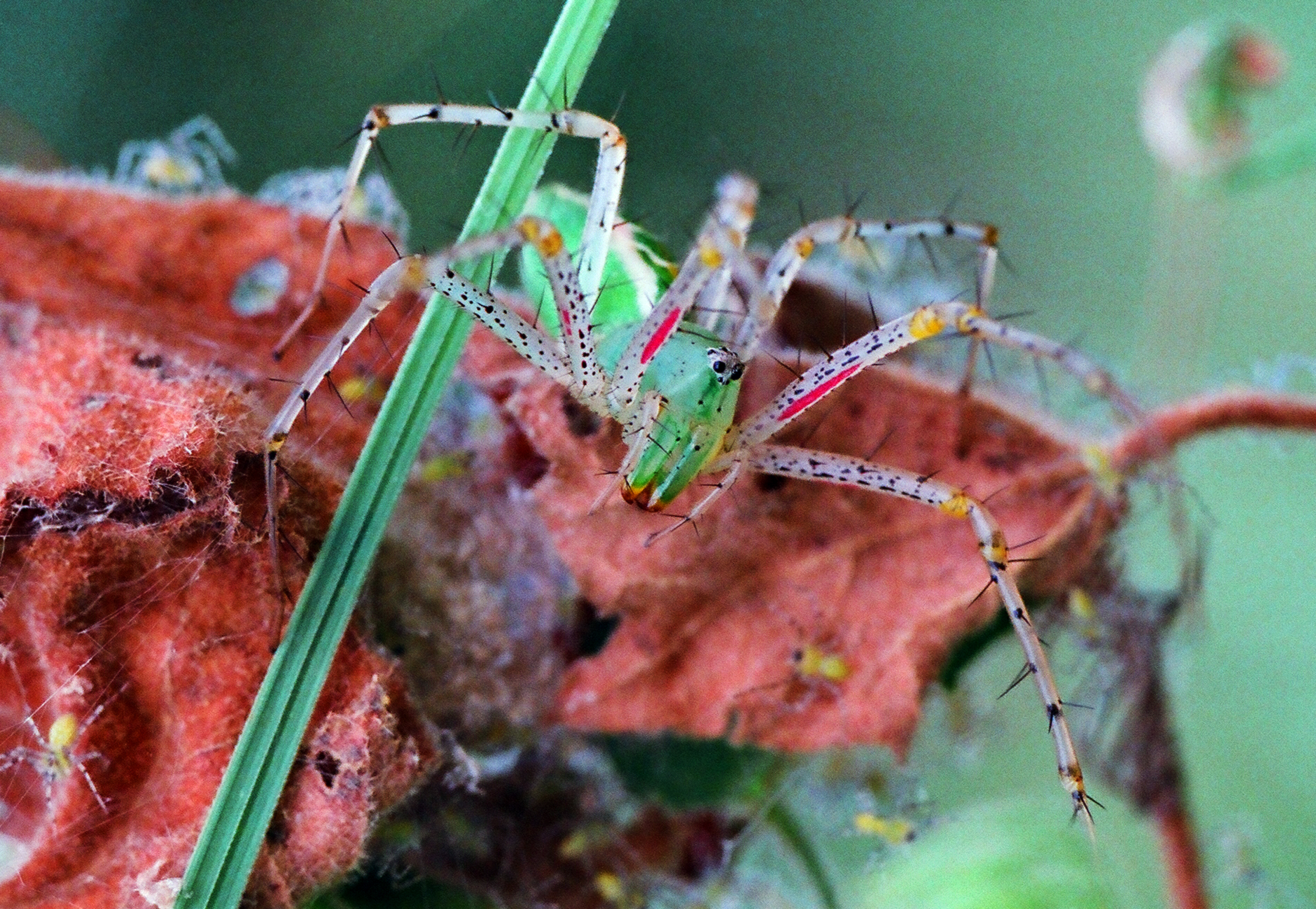
Frontalansicht eines Weibchens der Gattung Peucetia mit erkennbaren Augen und Cheliceren.

Der Clypeus und die Cheliceren befinden sich in vertikaler Ebene zum Rest des Carapax. Die Länge des Clypeus fällt entweder länger, kürzer oder identisch mit der der Augenregion aus. Er besitzt entweder keinerlei Zeichnungen oder eine aus zwei bis vier Linien, deren Breite sowie Färbung zwischen grau, braun, dunkelbraun und schwarz variieren kann. Die Linierungen des Clypeus können gelegentlich auf die Cheliceren überlaufen. Der Rand des Clypeus mit einem sklerotisierten (verhärteten), dunkel pigmentierten Fleck direkt über dem Buckel des Clypeus. Die Cheliceren erscheinen lang und konisch geformt. Ihre äußeren Ränder verjüngen sich distal (von der Körpermitte entfernt) in schräge Richtung. An den inneren seitlichen Rändern der Cheliceren sind je eine konstante Anzahl an Setae ausgeprägt Das Sternum (Brustschild des Prosomas) hat eine schildartige Erscheinung und verjüngt sich bis zu dem Bereich der Coxen (Hüftglieder) des vierten Beinpaares. Es verfügt über eine Reihe kräftiger Setae, die je dunkelbraunen Basalflächen entspringen, sowie über dazwischen befindliche und unregelmäßig angeordnete kürzere Setae und Makrosetae. Die Maxillae (umgewandelte Coxen der Pedipalpen) sind viel länger als das Labium (sklerotisierte Platte zwischen den Maxillae und vor dem Sternum) und insgesamt breiter an deren Basis. Die Maxillae sind überdies in Richtung des Labiums geneigt. Das Labium selber ist länger als breit und von dreieckiger Form. Seine Spitze erscheint anterior abgeflacht.

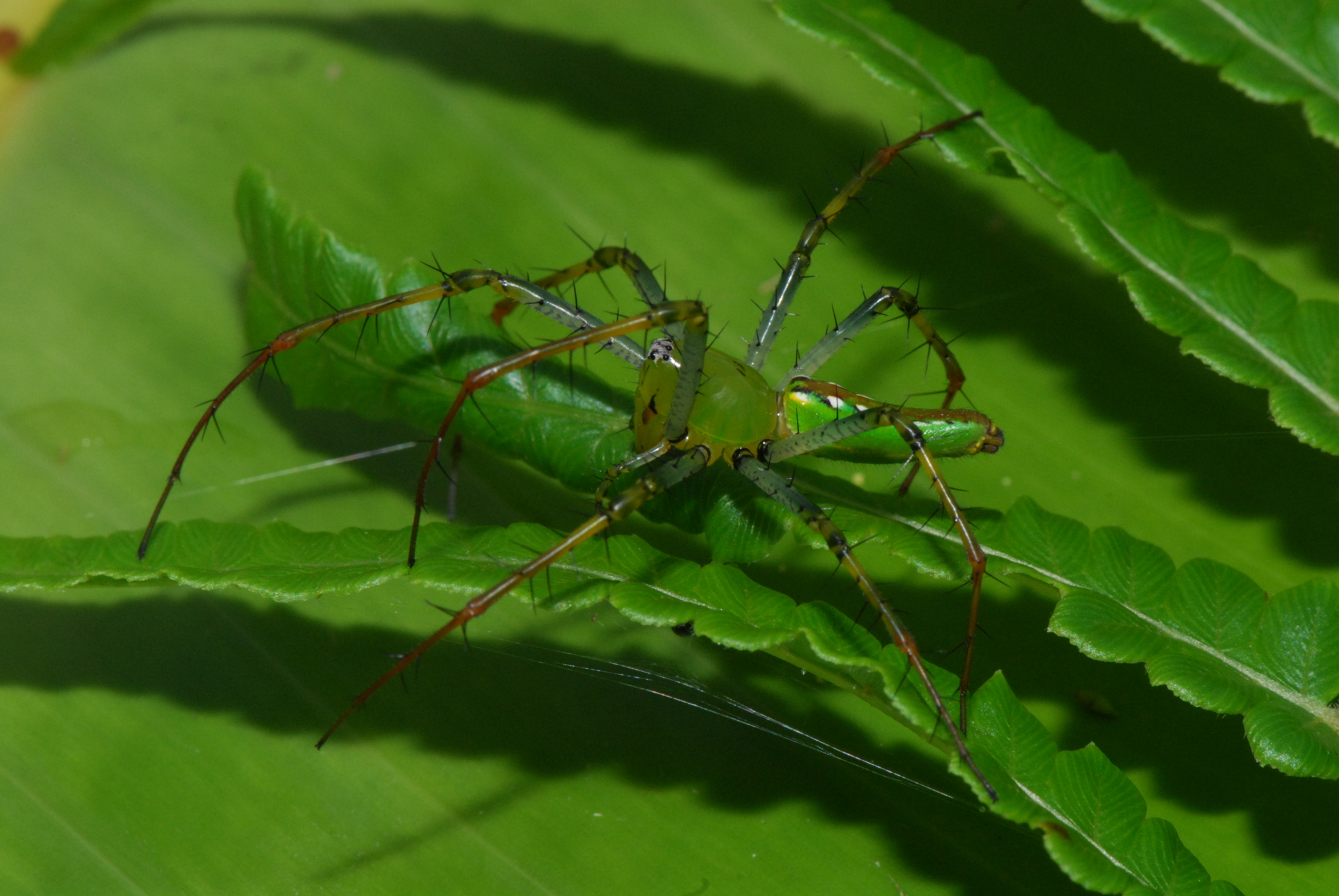
Lateralansicht eines Weibchens der Gattung Peucetia mit erkennbaren Beinstrukturen mitsamt Stacheln.

Die Beine sind vergleichsweise lang und schlank gebaut und die Beinformel (absteigende Längenformel der Beinpaare) lautet – für Spinnen unüblich – 1-2-4-3. Alle Segmente der Beine sind mit zahlreichen langen Stacheln, Setae und Makrosetae ausgestattet. Dabei werden die Setae zur Spitze der Tarsen (Fußglieder) hin feiner, dichter und dunkler. Die Setae kommen hauptsächlich an den Coxen, Trochanter (Schenkelringe) und den Femora (Schenkel) vor, während die Makrosetae vor allem an den Tibien (Schienen), den Metatarsen (Fersengliedern) und den Tarsen vorhanden sind. Die Trochanter haben jeweils Ringe aus dunklen Setae. Zeichenelemente wie Flecken, Ringe oder unregelmäßige Zeichnungen können an allen Beinsegmenten außer den Tarsen vorhanden sein. Die Tarsen sind normalerweise dunkler hinsichtlich ihrer Färbung und mit vielen Makrosetae bedeckt. An den Tarsen befinden sich je drei Klauen, deren Formation sich an einem einzelnen Tarsus aus zwei gezahnten oberen und einer kleinen unteren Klaue zusammensetzt. Die Pedipalpen (umgewandelte Extremitäten im Kopfbereich) besitzen ebenfalls mehrere Stacheln.

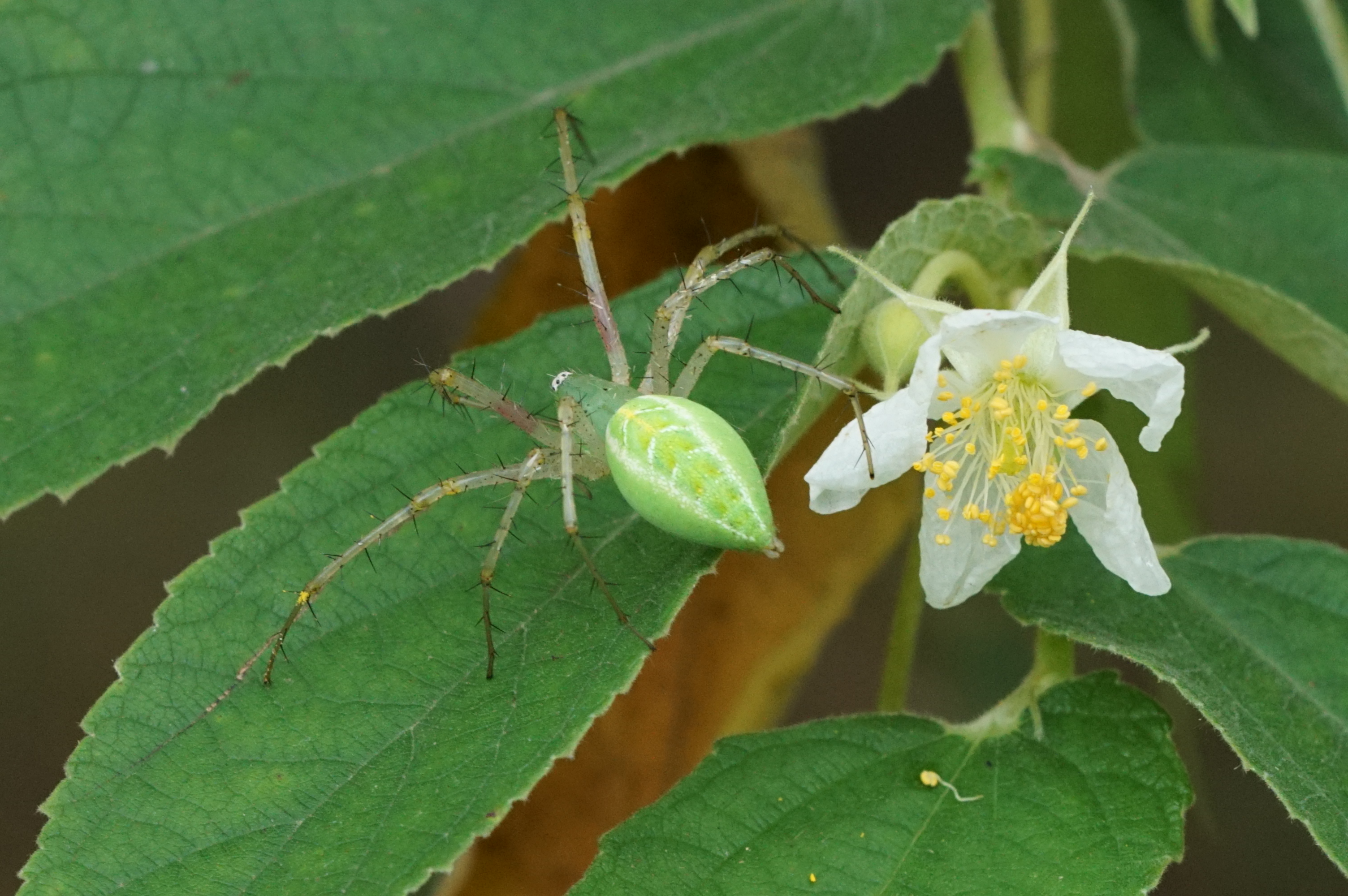
Rückansicht eines Weibchens der Gattung Peucetia mit Blick auf das Opisthosoma und erkennbaren Spinnwarzen.

Das Opisthosoma hat eine längliche Form und verjüngt sich posterior. Beim Weibchen wird es nach der Befruchtung infolge der darin heranreifenden Eier ebenfalls eiförmig. Dorsal (oben) verfügt es über eher wenig Setae. Diese sind fein und durchscheinend oder breit und dunkelbraun erscheinend. Die Dorsalfläche des Opisthosomas weist ein dunkelolivgrünes Herzmal, dessen Gestalt in Größe und Form je nach Art oder gelegentlich auch nach Individuum derselben Art von schwert- oder kreuzförmig bis fein verzweigt variieren kann. Anderweitig ist diese Fläche des Opisthosomas vollständig grün gefärbt oder weist inmitten eines medial (mittig) angelegten und länglichen Bereichs, der selber grün gefärbt ist, eine Zeichnung aus Zickzackmustern oder dreieckigen Flecken auf, wobei dieser Bereich dann lateral von weißen Linien begrenzt wird. Die dorsalen Zeichenelemente haben eine gelb bis braune oder orange Färbung. Ventral (unten) hat das Opisthosoma einen breiten, weißen bis blassgrünen medialen Längsbereich, der sich nach vorne verbreitert und von dünnen weißen Linien beflankt wird. Setae sind ventral dichter und dunkler als dorsal. Die Setae auf der Ventralseite des Opisthosomas sind insgesamt dichter angeordnet und von dunklerer Farbgebung als die von dessen Dorsalfläche. Die Flanken des Opisthosomas können gestreift sein und einige Arten weisen zusätzlich einzelnen je weißen bis gelben Streifen auf beiden Seiten dort auf. Die Spinnwarzen sind am Opisthosoma terminal (am Ende) befindlich und setzen sich wie bei den meisten Spinnen aus drei hintereinander angelegten Paaren zusammen, von denen das mediane kleiner als die anderen beiden ist. Der für ecribellate Spinnen typische Colulus (vermutlich funktionsloser Hügel und Rest des einstigen sog. Cribellums) ist bei der Gattung Peucetia anterior befindlich. Ferner ist bei dieser Gattung ein segmentierter Analtuberkel vorhanden.

### Sexualdimorphismus und Erscheinung der Jungtiere

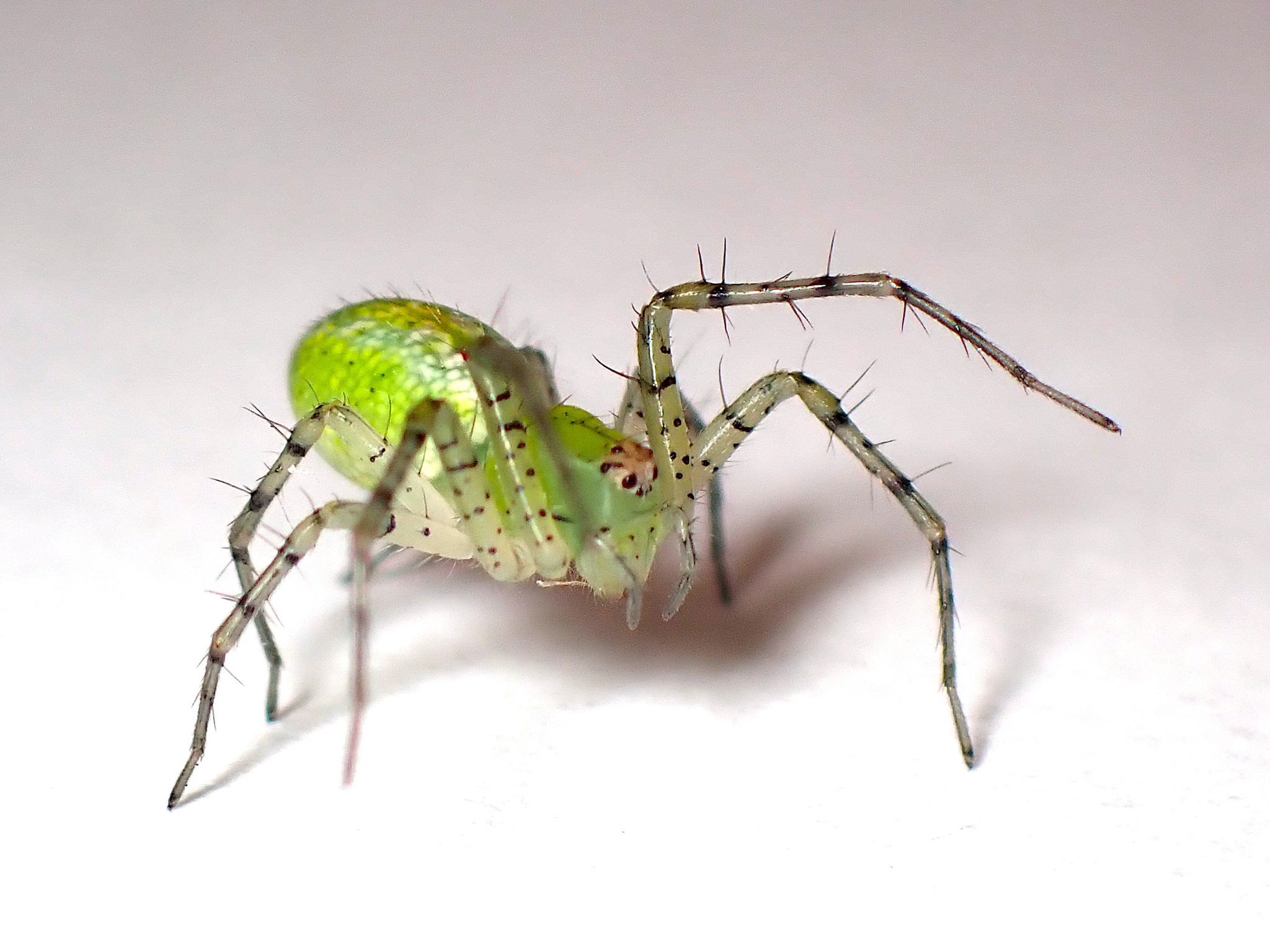
Jungtier der Gattung Peucetia

Der für Spinnen typische Sexualdimorphismus (Unterschied der Geschlechter) ist wie bei anderen Luchsspinnen (Oxyopidae) auch bei der Gattung Peucetia vergleichsweise gering ausgeprägt, sodass sich beide Geschlechter einander ähneln. Die Männchen unterscheiden sich jedoch abgesehen von der geringer ausfallenden Endgröße dadurch von den Weibchen, dass bei ihnen das Opisthosoma schlanker gebaut und dorsoventral (oben seitlich) abgeflacht ist. Außerdem sind bei den Männchen die Beine viel länger im Verhältnis zur Körperlänge und tragen längere Stacheln als die der Weibchen.
Die Jungtiere ähneln bezüglich ihrem Habitus (Erscheinungsbild) mitsamt Färbung und Zeichnungen den ausgewachsenen Spinnen. Allerdings sind bei den Jungtiere die Zeichnungen auf dem Carapax und den Beinen normalerweise weniger deutlich und die Stacheln an den Beinen sind hier oft kürzer und blasser als bei den adulten Individuen. Dafür weist das Opisthosoma der Jungtiere durchgehend laterale Bänder und sehr deutlichen Zeichenelemente auf.

### Genitalmorphologische Merkmale

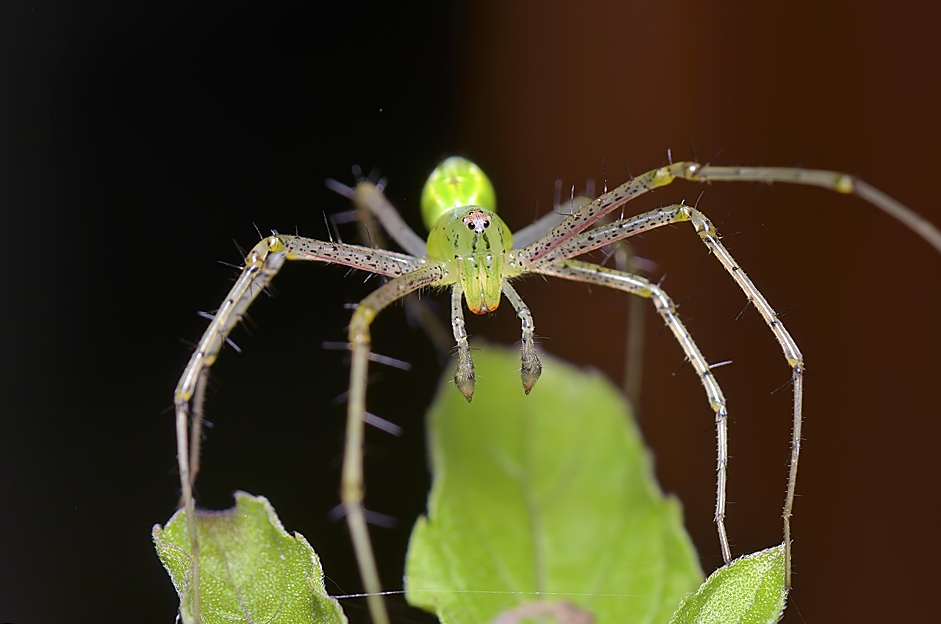
Frontalansicht eines Männchens der Gattung Peucetia mit erkennbaren Bulbi.

Die Länge und Form der Pedipalpen variieren bei den Männchen der Gattung Peucetia je nach Art. Bei einem einzelnen Pedipalpus ist an dessen Tibia ein oder zwei lange, dicke Stacheln und viele starke Borsten ausgeprägt. Ein Bulbus (männliches Geschlechtsorgan) verfügt über einen zentralen und S-förmig gewundenem Speicher. Die mediane Apophyse (Fortsatz) des Bulbus erscheint löffelförmig. Die Spitze des Cymbiums (erstes und vorderstes Sklerit, bzw. Hartteil des Bulbus) entweder länglich, kurz oder fast dreieckig geformt und das Paracymbium (weiteres an das Cymbium anheftende Sklerit) befindet sich an der lateralen Außenseite des Bulbus. Die Spitze des eher dünnen Embolus (drittes und letztes Sklerit des Bulbus) mündet in den Konduktor (Fortsatz des Bulbus), der sich an der Innen- und der Oberseite des Bulbus befindet.

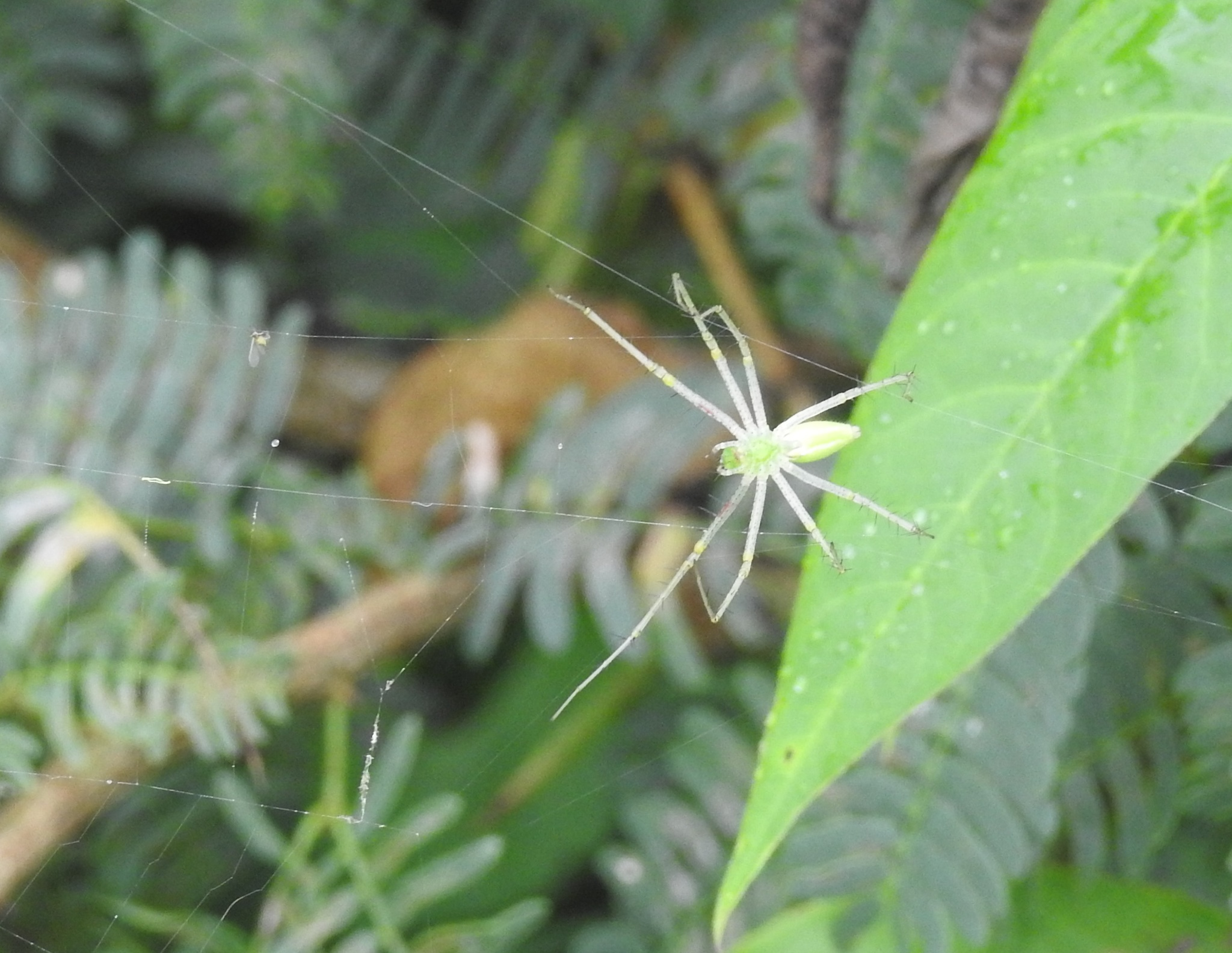
Ventralansicht eines Weibchens der Gattung Peucetia mit erkennbarer Epigyne.

Die Epigyne (weibliches Geschlechtsorgan) besitzt bei der Gattung Peucetia in der anteriore Grube zwei kleine und fingerförmige bis große und abgerundete Costae (Rippengebilde), die in posteriorer Richtung bei einigen Arten die Gestalt einer knolligen, subtriangulären Struktur annimmt, die manchmal auch Hörner aufweisen kann. Die Epigynenplatte kann sklerotisierte Vorsprünge, Rillen oder flügelartige Ausdehnungen besitzen. Die paarweise angelegten Kopulationsöffnungen sind in mediale, posteriore oder laterale Richtung ausgelegt und die gebogenen, trichterförmigen Kopulationsgänge führen zu den ebenfalls paarweise angelegten Spermatheken (Samentaschen). Die zumeist eher kurzen Befruchtungskanäle verlaufen schmal und gebogen.

### Differenzierungen von ähnlichen Luchsspinnen
Die Gattung Peucetia erinnert mitunter entfernt an die ebenfalls zu den Luchsspinnen (Oxyopidae) zählenden Gattungen Hamataliwa sowie die der Echten Luchsspinnen (Oxyopes). Der Carapax ist bei der Gattung Peucetia jedoch nicht so hoch oder konvex wie bei den anderen Gattungen.  Vor allem dorsal betrachtet erinnert der Carapax bei der Gattung Peucetia deutlich mehr an den von Wolfspinnen (Lycosidae), als es bei den Echten Luchsspinnen oder der Gattung Hamataliwa der Fall ist. Die Seiten des Carapax und des thorakalen (an der Brust gelegenen) Bereichs sind bei der Gattung Peucetia im Vergleich zu denen der beiden anderen Gattungen außerdem weniger abfallend und die Augen nehmen hier eine vergleichsweise kleinere Fläche ein als bei diesen ein. Weitere Unterscheidungsmerkmale der Gattung Peucetia zu den beiden anderen sind das Fehlen von Zähnen der Klauenglieder der Cheliceren und bei den Männchen das Vorhandenseins eines Paracymiums an beiden der Bulbi sowie der frei beweglichen Medianapophyse.
Weitere Gattungen mit ähnlichen Arten sind die nah verwandten Gattungen Schaenicoscelis und vor allem Tapinillus. Von letzterer Gattung unterscheidet sich die Gattung Peucetia dadurch, dass bei dieser die Höhe des Clypeus größer ausfällt, als die Länge des Augenbereichs dadurch, dass die posteriore Augenreihe prokurv und nicht gerade wie bei der Gattung Tapinillus verläuft. Von der Gattung Schaenicoscelis lässt sich die Gattung Peucetia dadurch differenzieren, dass im Gegensatz zur anderen Gattung die thorakale Region des Carapax die gleiche Höhe wie die kephale erreicht und dass an der Spitze der Metararsen je fünf Stacheln vorhanden sind.

Beispiele für der Gattung Peucetia ähnlichen Luchsspinnen (Oxyopidae)
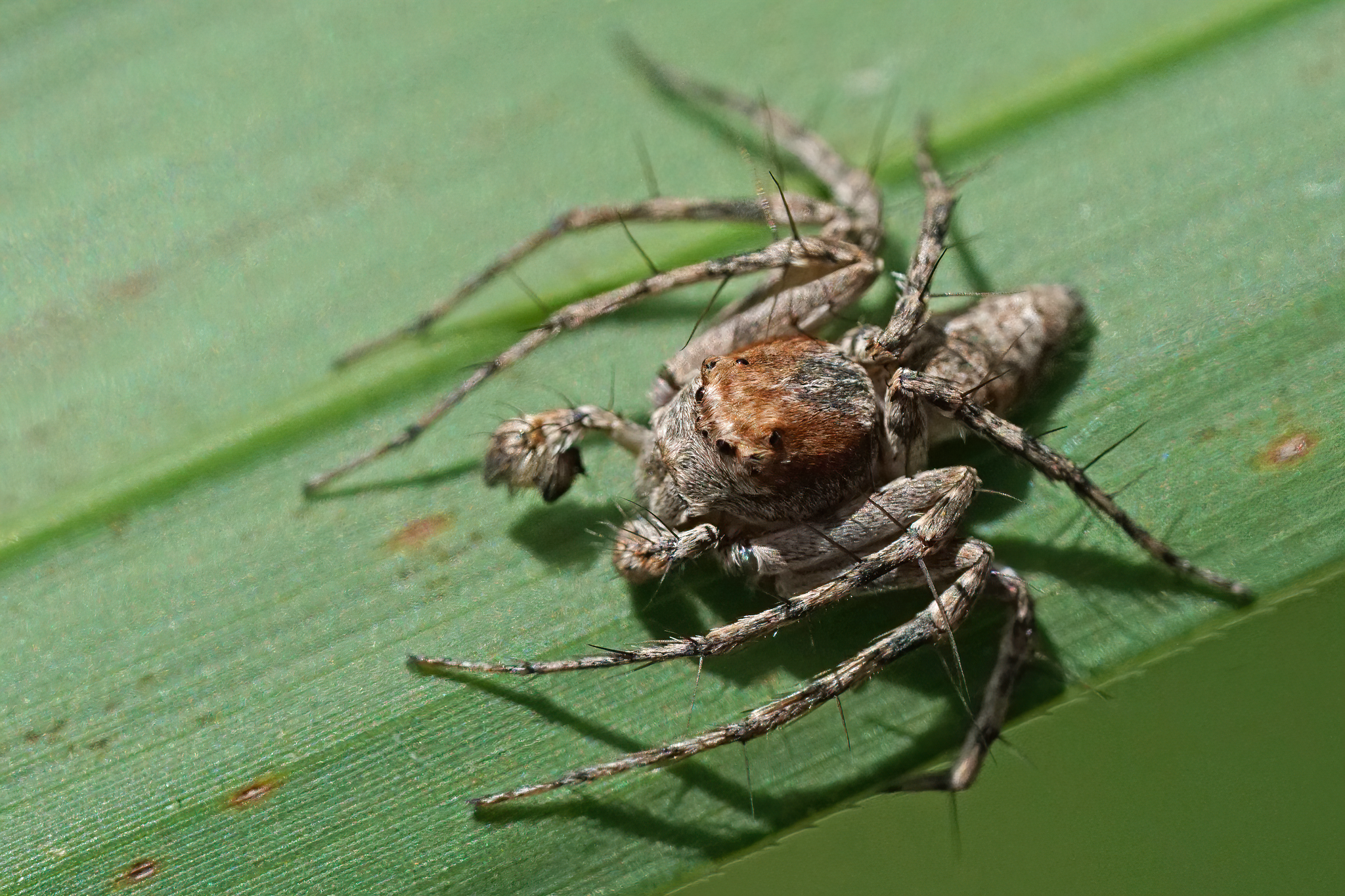
Männchen der Gattung Hamataliwa
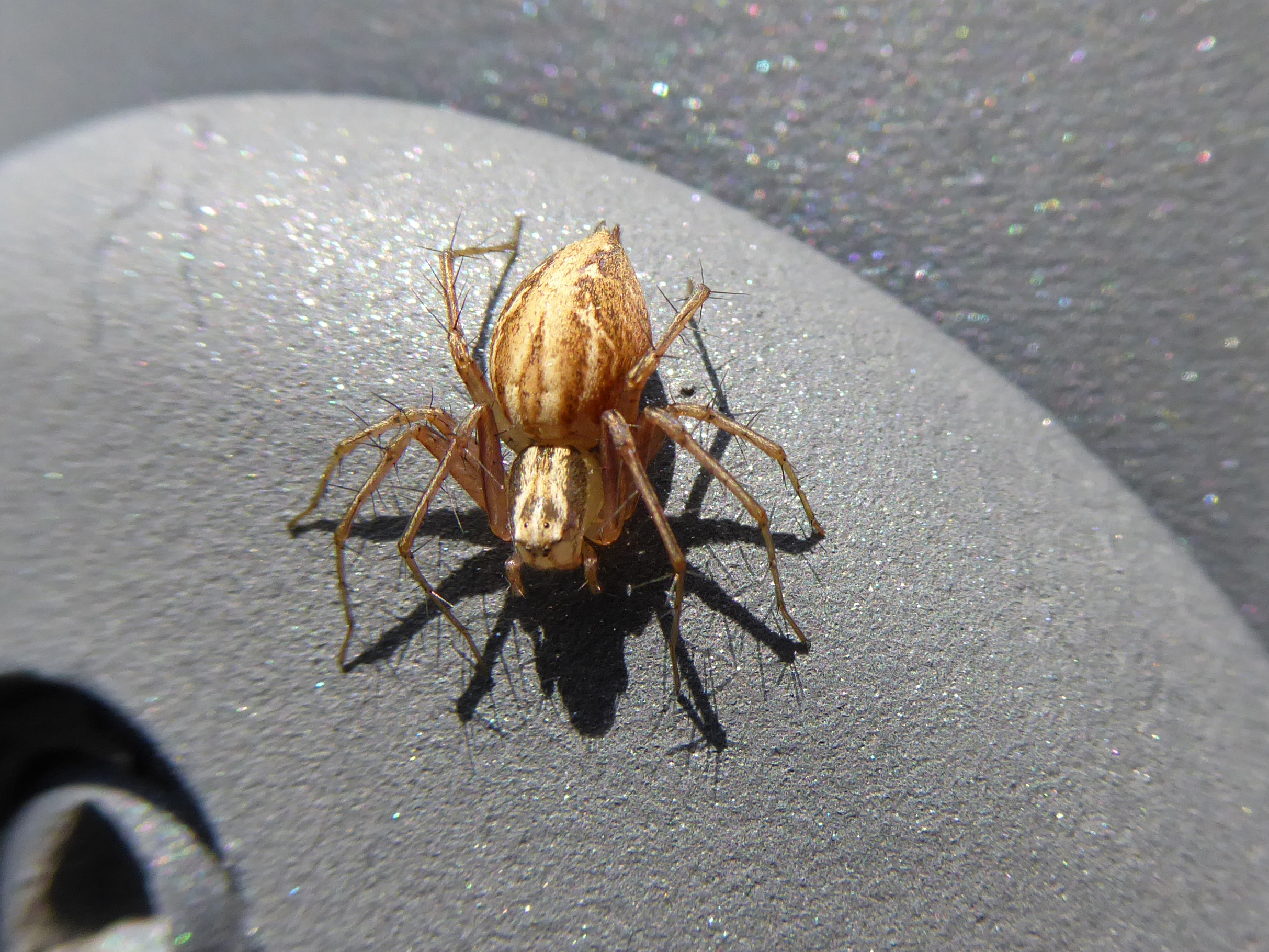
Weibliche Echte Luchsspinne (Oxyopes sp.)
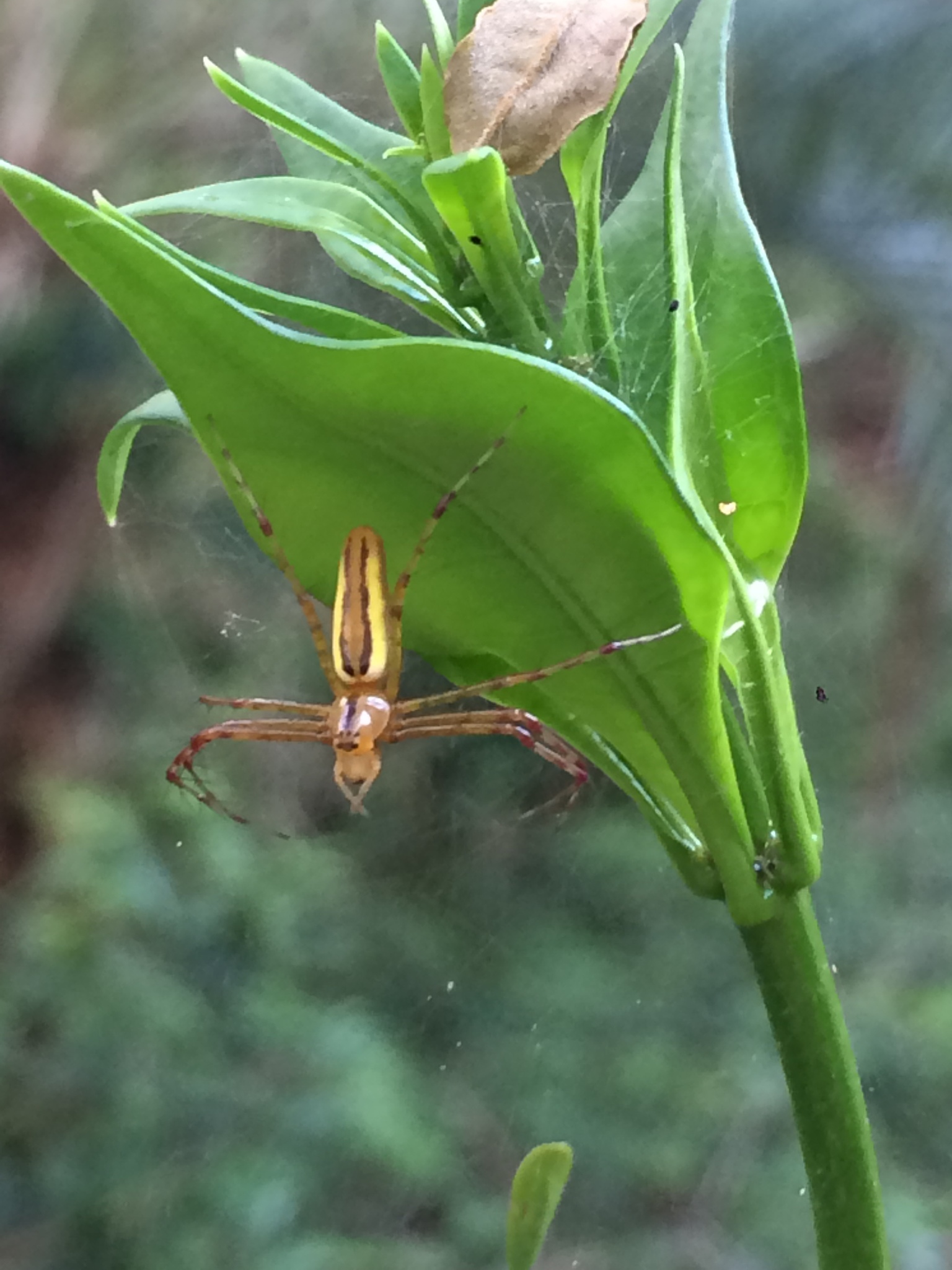
Weibchen der Gattung Tapinillus in seinem Brutgespinst
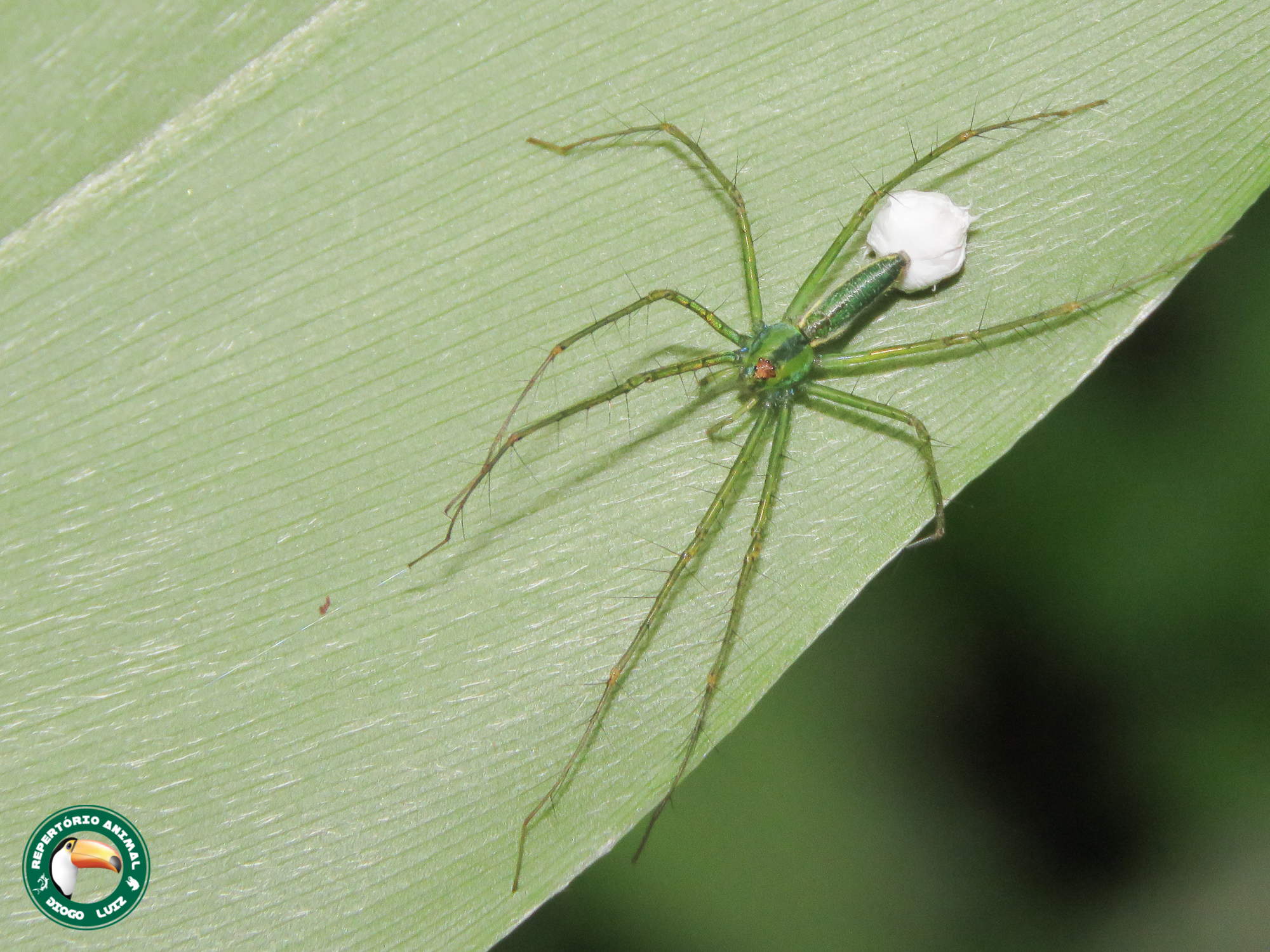
Weibchen der Gattung Schaenicoscelis mit Eikokon

## Verbreitung und Lebensräume

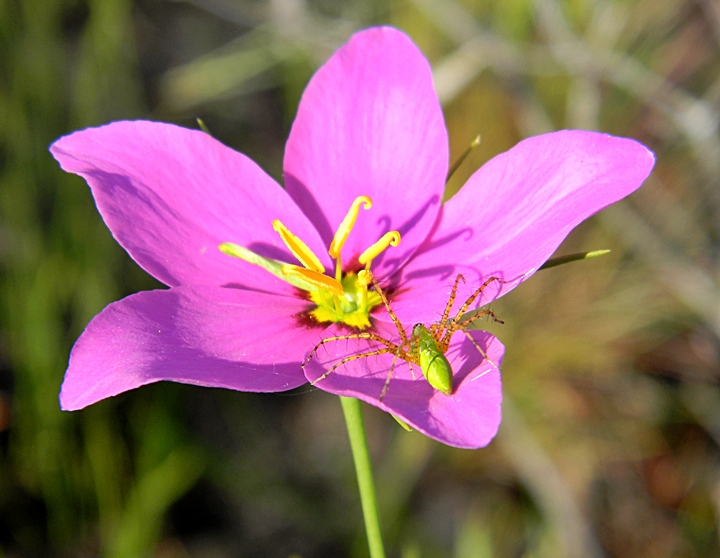
Exemplar der Gattung Peucetia an einer Blüte von Sabatia grandiflora, gefunden im Jonathan Dickinson State Park (Florida).

Die Gattung Peucetia besitzt ein großes Verbreitungsgebiet und ist in vielen biogeographischen Regionen der Welt vertreten, darunter der Paläarktis, der Australis, der Orientalis, der Neotropen, der Nearktis und der Afrotropis, wobei letzteres Gebiet den Verbreitungsschwerpunkt der Gattung darstellt. Die Spinnen nehmen zumeist grünes Blattwerk von Sträuchern und Bäumen als Habitat (Lebensraum) an, wo sie aufgrund ihrer grünlichen Färbung gut getarnt sind. Alle Arten der Gattung Peucetia ahmen farblich die von ihnen bewohnten Pflanzen, an die sie angepasst sind und somit als Mikrohabitat nutzen, nach und können ihre Färbung außerdem bei Bedarf ändern.

## Lebensweise

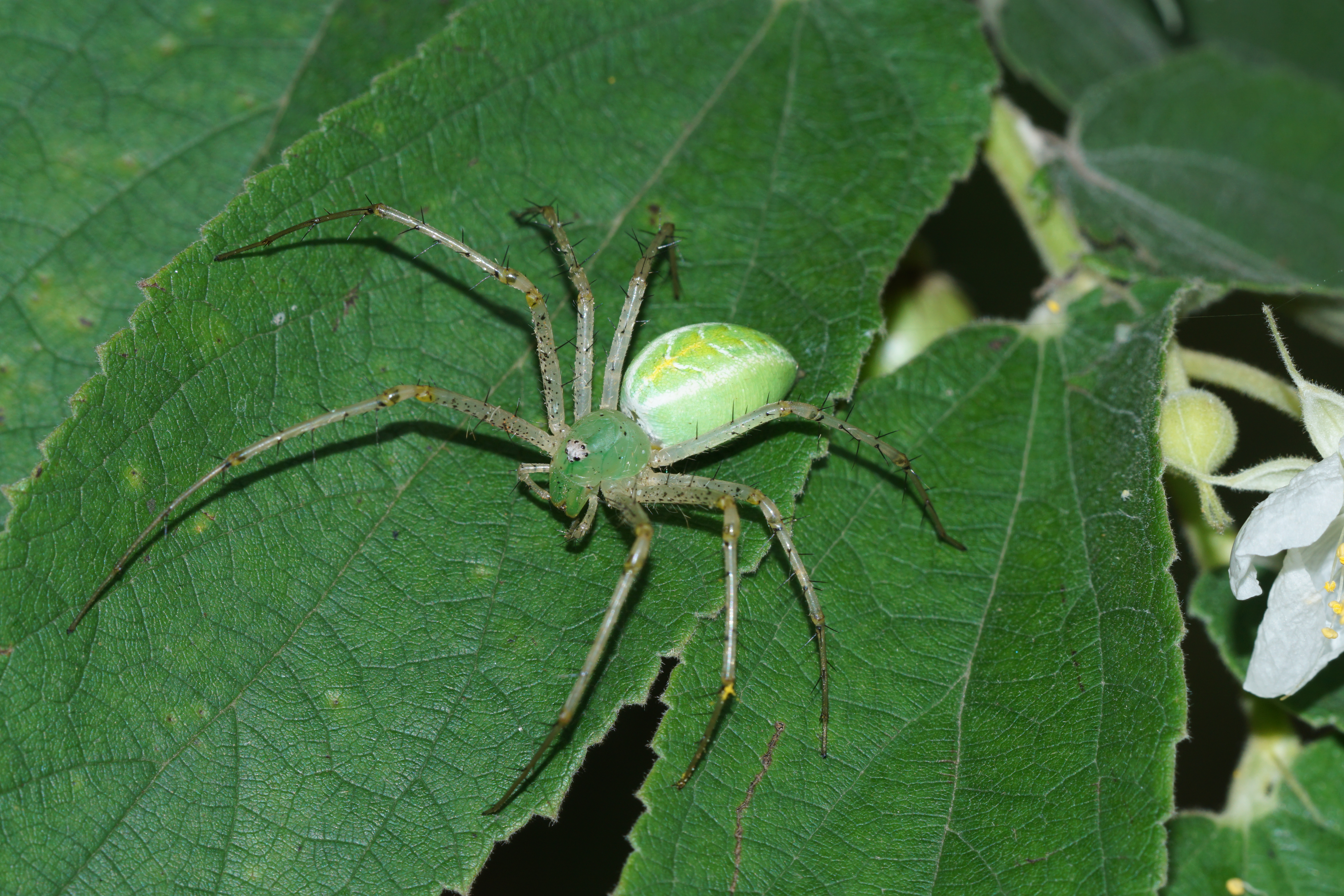
Durch seine grüne Färbung getarntes Weibchen der Gattung Peucetia in der Vegetation.

Die Arten der Gattung Peucetia sind wie alle Luchsspinnen (Oxyopidae) tagaktiv und lehnen bei ausbleibender Aktivität den Körper flach an Elemente der Vegetation wie Blätter an. Die Spinnen bevorzugen vor allem Pflanzen mit Trichomen (haarartigen Strukturen). So ist etwa P. viridis ausschließlich auf der Gelben Hauhechel (Ononis natrix) und P. arabica auf Kreuzblütlerartigen (Brassicales) der Gattung Cleome anzutreffen. Daneben ließen sich die Spinnen der Gattung Peucetia genau wie Glanzkrabbenspinnen (Synema) auch auf Wanzenpflanzen (Roridula) nachweisen, auf denen ihnen die Fortbewegung erschwert wird, sodass sich die Spinnen dort bevorzugt auf von ihnen gesponnenen Spinnfäden fortbewegen. Sie ernähren sich auf Wanzenpflanzen mitunter von den auf diese angepassten Wanzen der Gattung Pameridea.

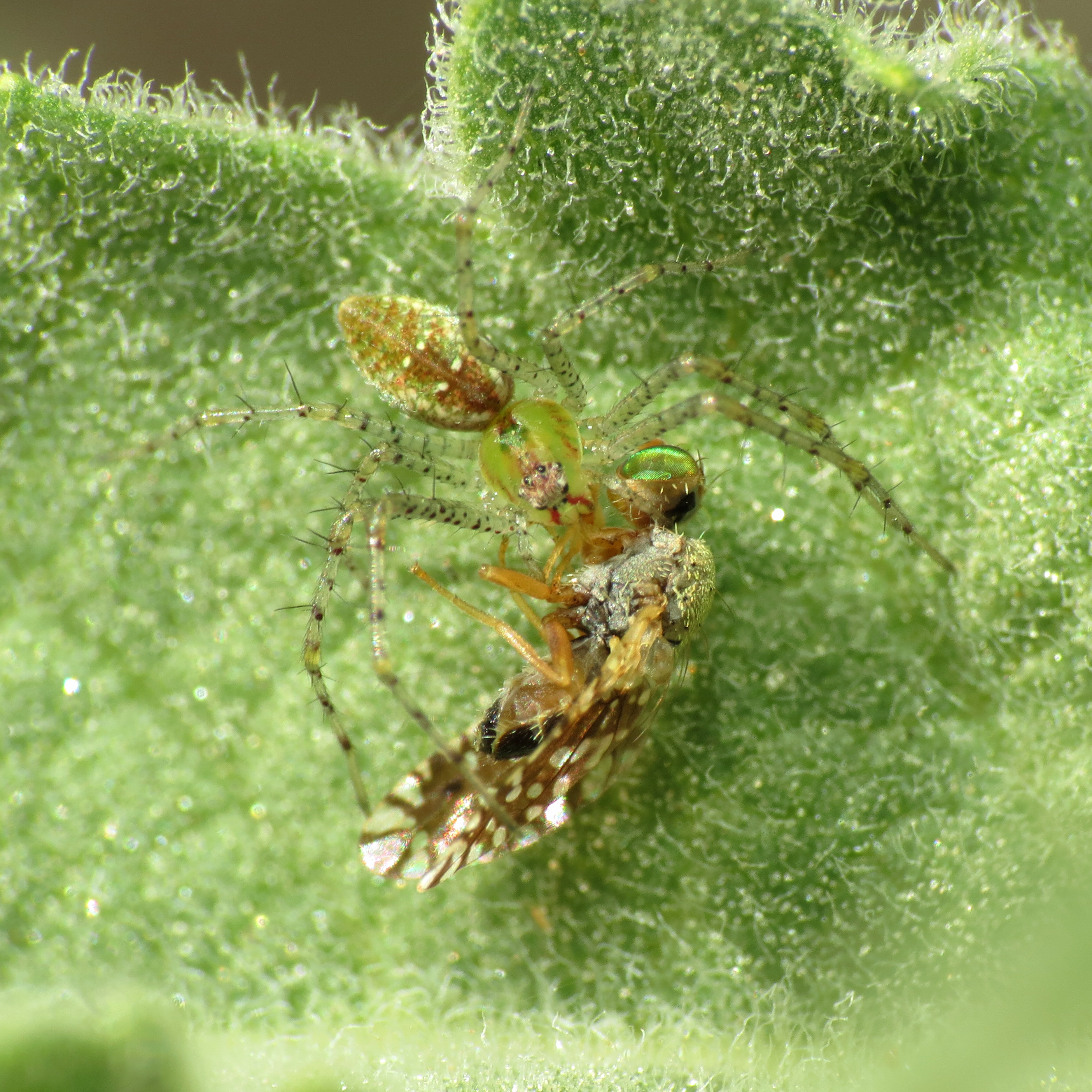
Jungtier der Gattung Peucetia mit erbeuteter Bohrfliege (Tephritidae) der Gattung Euaresta auf einer Pflanze der Art Ambrosia ambrosioides innerhalb der Familie der Korbblütler (Asteraceae).

Mit anderen Luchsspinnen teilen die Vertreter der Gattung Peucetia die Eigenschaft, Beutetiere aktiv zu jagen und kein Spinnennetz für den Beutefang anzuwenden. Die Spinnen bewegen sich dabei flink in der Vegetation fort und springen auch häufig von Blatt zu Blatt. Beutetiere werden mithilfe der gut entwickelten Augen wahrgenommen, von den Spinnen bei Wahrnehmung verfolgt und, sobald die Reichweite ausreichend verkürzt wurde, direkt angesprungen. Dabei springen die Tiere unter gegebenen Anlass auch weit in die Luft, um Beuteobjekte zu fangen. Der Lebenszyklus ist nur bei wenigen Arten der Gattung, etwa der Grünen Luchsspinne (P. viridans) erforscht.

Lebenszyklus
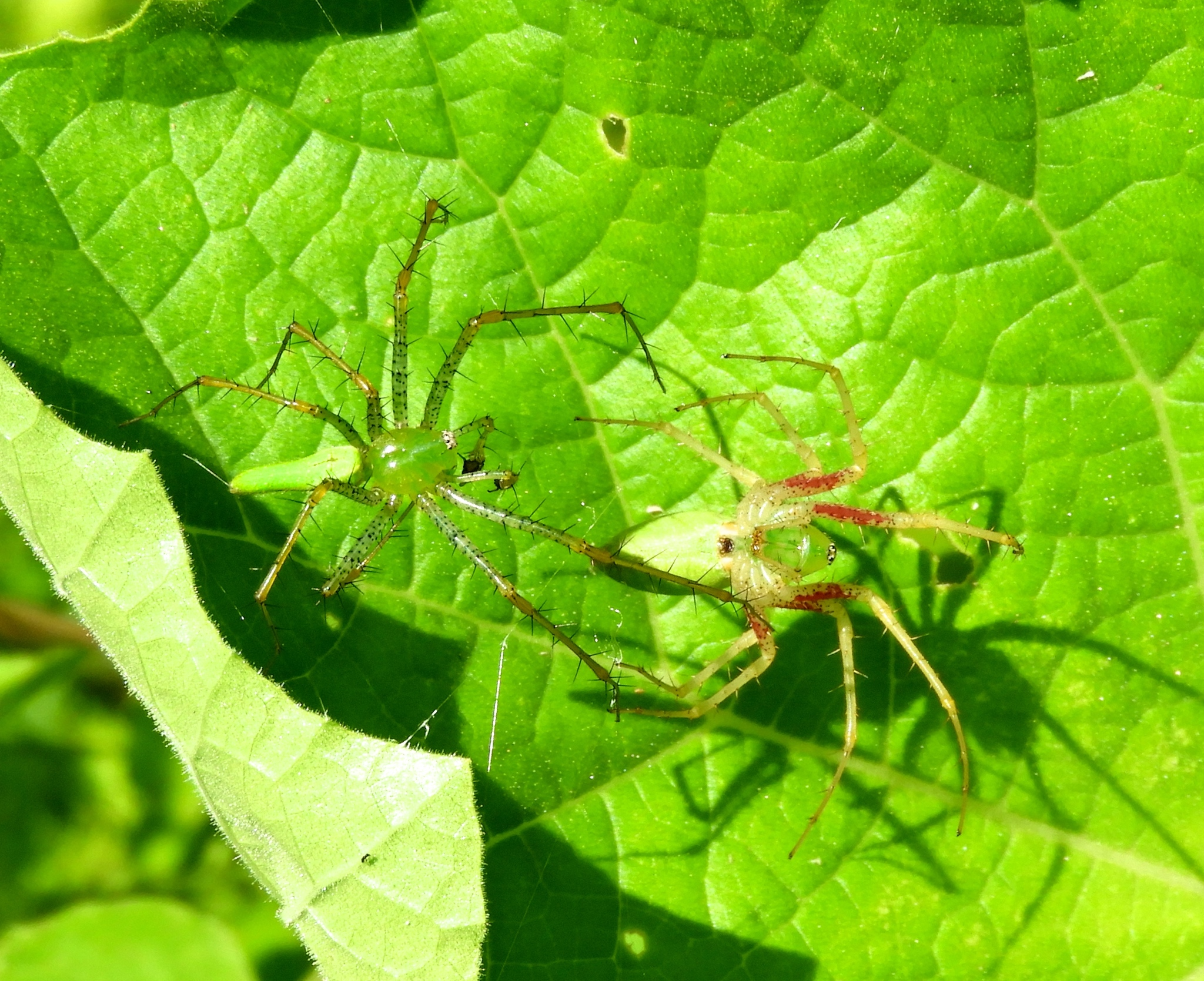
Männchen (links) und Weibchen der Gattung Peucetia kurz vor der Paarung
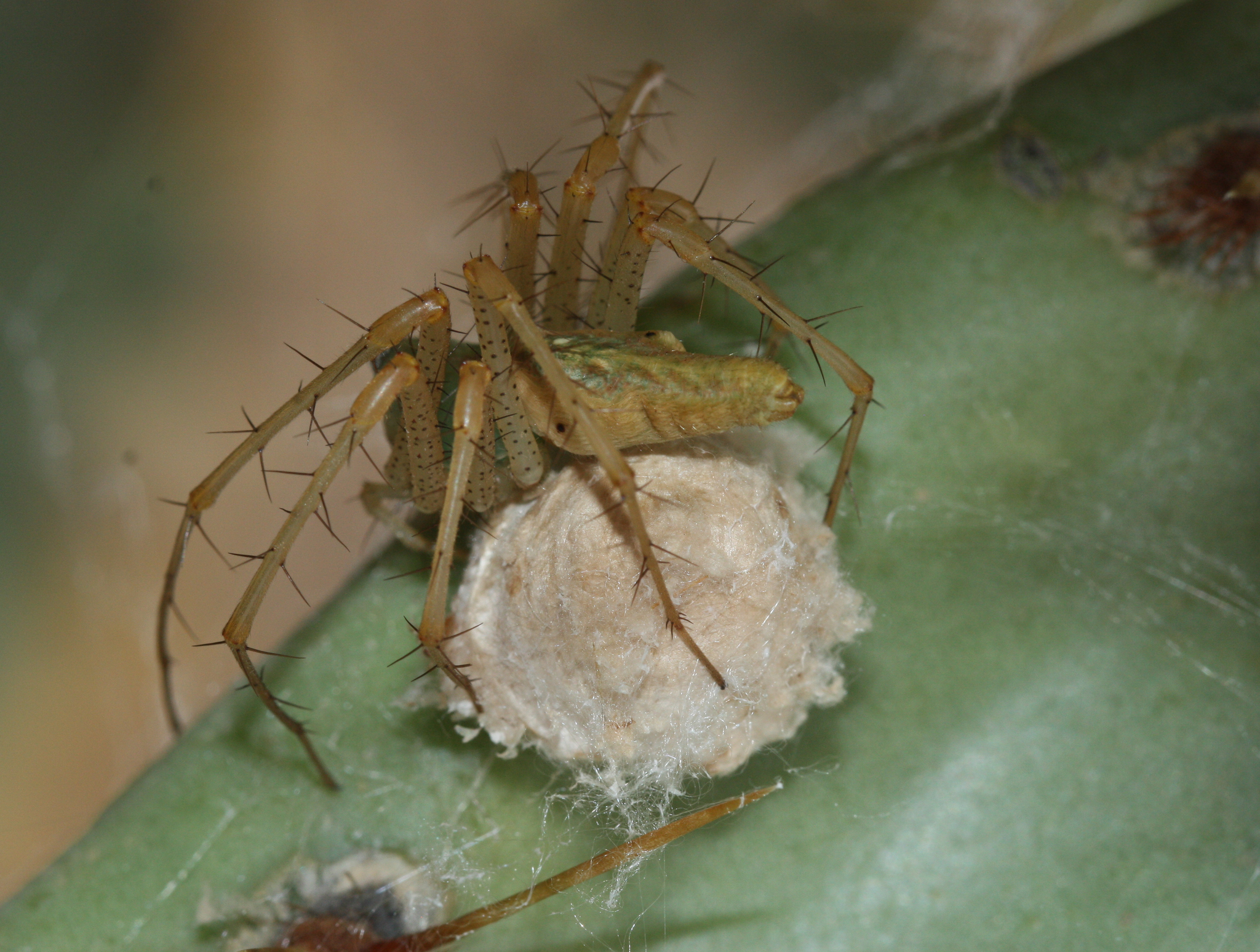
Weibchen der Gattung Peucetia mit Eikokon
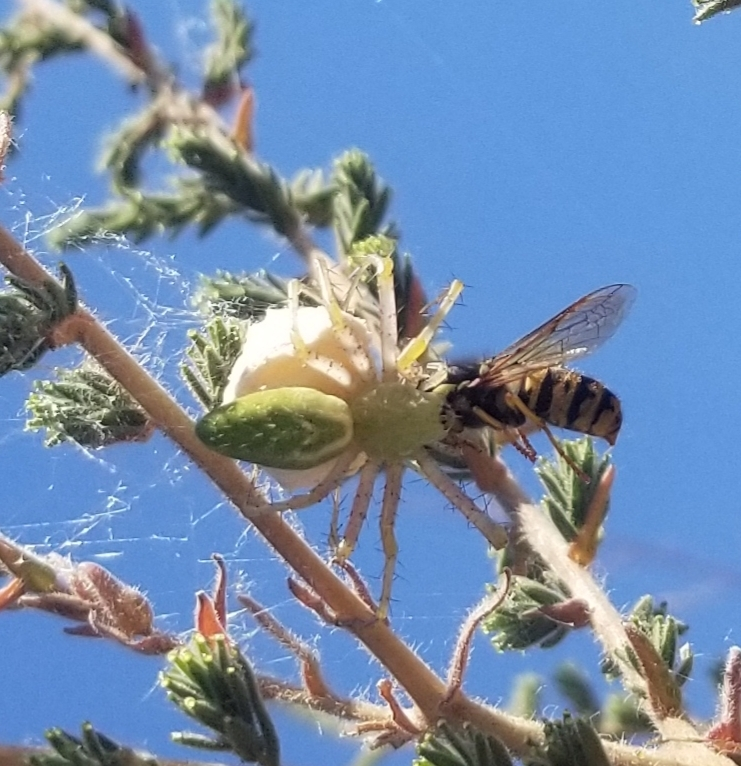
Dito, beim Verzehr einer Wespe.
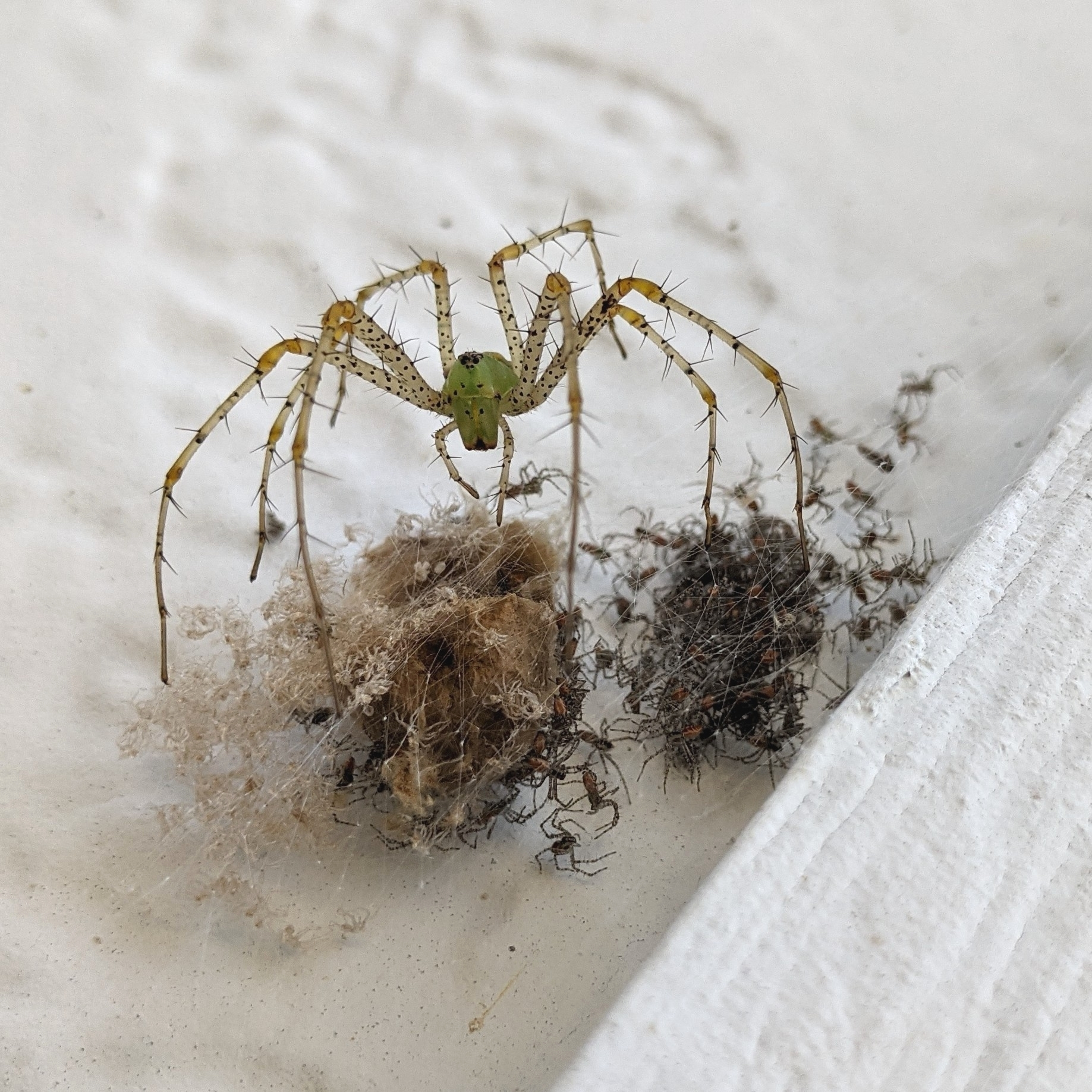
Frisch geschlüpfte Jungtiere der Gattung Peucetia im Beisein des Muttertiers
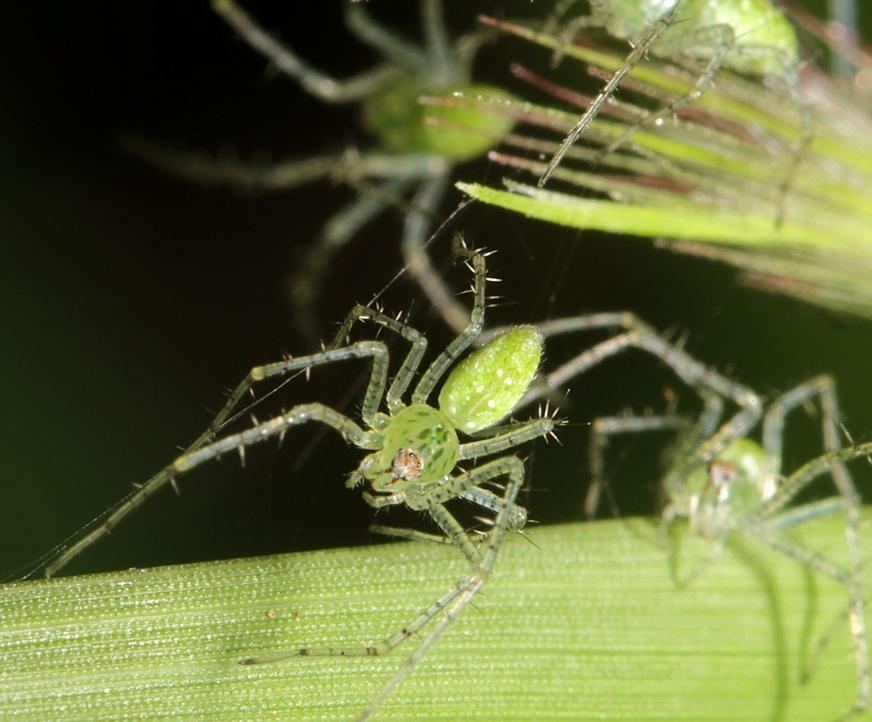
Jungtiere der Gattung Peucetia im Netz des Muttertiers im Detail
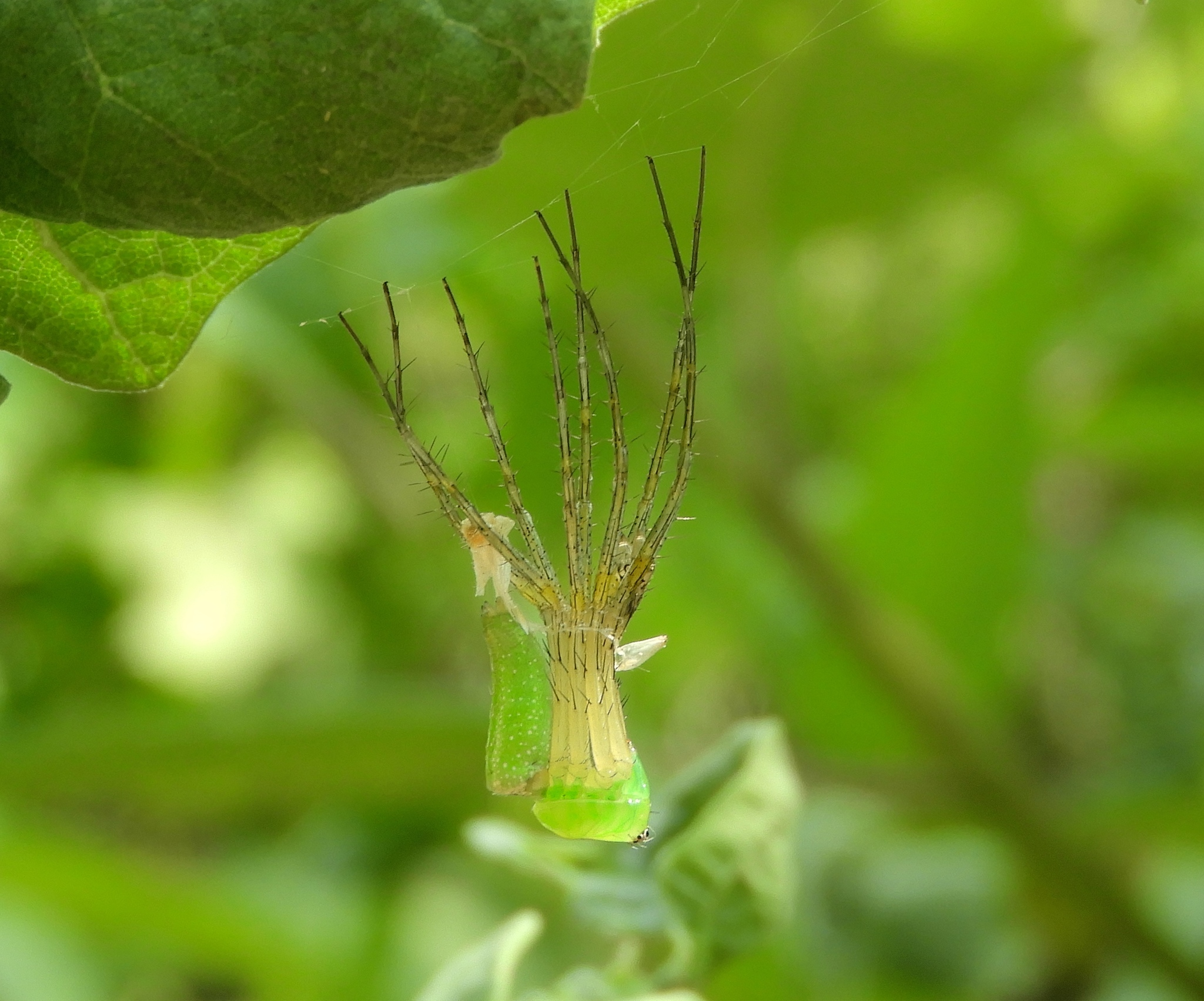
Juveniles Exemplar der Gattung Peucetia während einer Häutung

## Systematik
Die Systematik der Gattung Peucetia erfuhr mehrere Änderungen. Der Gattungsname rührt von Peucetius (altgriechisch Πευκέτιος), einem arkadischen Prinzen aus der griechischen Mythologie. Die Typusart der Gattung ist P. viridis.

### Arten
Die Gattung Peucetia umfasst 47 Arten. Diese und ihre geographischen Verbreitungen sind:
- P. akwadaensis Patel, 1978 – Indien, China
- P. albescens L. Koch, 1878 – Australia (Queensland)
- P. ananthakrishnani Murugesan, Mathew, Sudhikumar, Sunish, Biju & Sebastian, 2006 – Indien
- P. arabica Simon, 1882 – Griechenland, Nord- & Ostafrika, Mittlerer Osten
- P. ashae Gajbe & Gajbe, 1999 – Indien
- P. betlaensis Saha & Raychaudhuri, 2007 – Indien
- P. biharensis Gajbe, 1999 – Indien
- P. casseli Simon, 1900 – West- & Zentralafrika
- P. cayapa Santos & Brescovit, 2003 – Ecuador, Peru
- P. choprai Tikader, 1965 – Indien
- P. crucifera Lawrence, 1927 – Namibia, Botswana, Simbabwe, Südafrika
- P. elegans (Blackwall, 1864) – Indien
- P. flava Keyserling, 1877 – Venezuela bis Argentinien
- P. formosensis Kishida, 1930 – Taiwan
- P. gauntleta Saha & Raychaudhuri, 2004 – Indien
- P. gerhardi van Niekerk & Dippenaar-Schoeman, 1994 – West-, Zentral- & Ostafrika
- P. graminea Pocock, 1900 – Indien
- P. harishankarensis Biswas, 1975 – Indien
- P. jabalpurensis Gajbe & Gajbe, 1999 – Indien
- P. ketani Gajbe, 1992 – Indien
- P. latikae Tikader, 1970 – Indien, China
- P. lesserti van Niekerk & Dippenaar-Schoeman, 1994 – Niger, Kenia
- P. longipalpis F. O. Pickard-Cambridge, 1902 – Vereinigte Staaten bis Venezuela
- P. lucasi (Vinson, 1863) – Botswana, Südafrika, Komoren, Mayotte, Madagaskar
- P. macroglossa Mello-Leitão, 1929 – Kolumbien, Brasilien, Guyana
- P. maculifera Pocock, 1900 – Südafrika, Lesotho
- P. madagascariensis (Vinson, 1863) – Komoren, Mayotte, Madagaskar
- P. madalenae van Niekerk & Dippenaar-Schoeman, 1994 – Mosambik, Südafrika
- P. margaritata Hogg, 1914 – Australien (Montebello-Inseln)
- P. myanmarensis Barrion & Litsinger, 1995 – Myanmar
- P. nicolae van Niekerk & Dippenaar-Schoeman, 1994 – Südafrika
- P. pawani Gajbe, 1999 – Indien
- P. phantasma Ahmed, Satam, Khalap & Mohan, 2015 – Indien
- P. procera Thorell, 1887 – Myanmar
- P. pulchra (Blackwall, 1865) – Zentral-, Ost- & Südafrika, Seychellen
- P. punjabensis Gajbe, 1999 – Indien
- P. rajani Gajbe, 1999 – Indien
- P. ranganathani Biswas & Roy, 2005 – Indien
- P. rubrolineata Keyserling, 1877 – Panama bis Argentinien
- P. striata Karsch, 1878 – Jemen bis Südafrika, Komoren. Auf St. Helena eingeführt.
- P. transvaalica Simon, 1896 – Zentral- & Südafrika
- P. virescens (O. Pickard-Cambridge, 1872) – Türkei, Mittlerer Osten
- P. viridana (Stoliczka, 1869) – Pakistan, Indien, Sri Lanka, Bangladesch, Myanmar
- Grüne Luchsspinne (P. viridans (Hentz, 1832)) – Nord- & Mittelamerika, Karibik, Venezuela
- P. viridis (Blackwall, 1858) – Spanien, Griechenland, Afrika, Mittlerer Osten. In der Karibik eingeführt.
- P. viveki Gajbe, 1999 – Indien
- P. yogeshi Gajbe, 1999 – Indien

#### Transferierte Art
Eine Art galt einst als zur Gattung Peucetia zugehörig, wurden jedoch mittlerweile transferiert. Die Art ist:
- P. caldensis Garcia-Neto, 1989 = Tapinillus longipes

#### Synonymisierte Arten
29 einstige Arten, die zuletzt zur Gattung Peucetia zählten, wurden mit anderen Arten der Gattung synonymisiert und verloren somit ihren Artstatus. Diese Arten waren:
- P. amazonica Mello-Leitão, 1929 – Synonymisiert mit P. rubrolineata unter Santos & Brescovit, 2003.
- P. argentina (Mello-Leitão, 1941) – Synonymisiert mit P. rubrolineata unter Santos & Brescovit, 2003.
- P. bibranchiata F. O. Pickard-Cambridge, 1902 – Synonymisiert mit der Grünen Luchsspinne (P viridans) unter Santos & Brescovit, 2003.
- P. cauca Lourenço, 1990 – Synonymisiert mit P. longipalpis unter Santos & Brescovit, 2003.
- P. duplovittata Mello-Leitão, 1941 – Synonymisiert mit P. rubrolineata unter Santos & Brescovit, 2003.
- P. fasciiventris Simon, 1890 – Synonymisiert mit P. striata unter van Niekerk & Dippenaar-Schoeman, 1994.
- P. fasciiventris kunenensis – Synonymisiert mit P. striata unter Benoit, 1977.
- P. fasciiventris longistriga Strand, 1913 – Synonymisiert mit P. striata unter Benoit, 1977.
- P. foliifera (Butler, 1879) – Synonymisiert mit P. striata unter van Niekerk & Dippenaar-Schoeman, 1994.
- P. heterochroma Mello-Leitão, 1929 – Synonymisiert mit P. rubrolineata unter Santos & Brescovit, 2003.
- P. lampei Strand, 1906 – Synonymisiert mit P. viridis unter van Niekerk & Dippenaar-Schoeman, 1994.
- P. langi Lessert, 1927 – Synonymisiert mit P. casseli unter van Niekerk & Dippenaar-Schoeman, 1994.
- P. longipes Pocock, 1900 – Synonymisiert mit P. casseli unter Blick & Gloor, 2017.
- P. maculipedes Piza, 1938 – Synonymisiert mit P. rubrolineata unter Santos & Brescovit, 2003.
- P. melloleitaoi Caporiacco, 1947 – Synonymisiert mit P. macroglossa unter Santos & Brescovit, 2003.
- P. meridionalis Mello-Leitão, 1929 – Synonymisiert mit P. flava unter Santos & Brescovit, 2003.
- P. poeyi (Lucas, 1857) – Synonymisiert mit der Grünen Luchsspinne unter Santos & Brescovit, 2003.
- P. roseonigra Mello-Leitão, 1943 – Synonymisiert mit P. rubrolineata unter Santos & Brescovit, 2003.
- P. rubra Franganillo, 1926 – Synonymisiert mit P. viridis unter Barrientos, 1991.
- P. rubricapilla Petrunkevitch, 1925 – Synonymisiert mit der Grünen Luchsspinne unter Santos & Brescovit, 2003.
- P. rubrigastra Mello-Leitão, 1929 – Synonymisiert mit P. flava unter Santos & Brescovit, 2003.
- P. rubrosignata Strand, 1906 – Synonymisiert mit P. striata unter van Niekerk & Dippenaar-Schoeman, 1994.
- P. similis Keyserling, 1877 – Synonymisiert mit P. rubrolineata unter Santos & Brescovit, 2003.
- P. striata kibonotensis Lessert, 1915 – Synonymisiert mit P. striata unter van Niekerk & Dippenaar-Schoeman, 1994.
- P. tranquilini Mello-Leitão, 1922 – Synonymisiert mit P. flava unter Santos & Brescovit, 2003.
- P. trivittata Mello-Leitão, 1940 – Synonymisiert mit P. rubrolineata unter Santos & Brescovit, 2003.
- P. villosa Mello-Leitão, 1929 – Synonymisiert mit P. flava unter Santos & Brescovit, 2003.
- P. viridissima Franganillo, 1926 – Synonymisiert mit P. viridis unter Barrientos, 1991a.
- P. viridisternis Mello-Leitão, 1945 – Synonymisiert mit P. flava unter Santos & Brescovit, 2003.

#### Nicht mehr anerkannte Arten
7 Arten zählten zuletzt zur Gattung Peucetia und gelten heute als Nomina dubia. Die aufgelösten Arten sind:
- P. diversipes Denis, 1955b – Aufgelöst unter van Niekerk & Dippenaar-Schoeman, 1994.
- P. luteiceps Simon, 1897 – Aufgelöst unter van Niekerk & Dippenaar-Schoeman, 1994: 48, see also Caporiacco, 1941.
- P. minima Strand, 1906 – Aufgelöst unter van Niekerk & Dippenaar-Schoeman, 1994.
- P. quadrilineata Simon – Aufgelöst unter Santos & Brescovit, 2003.
- P. smaragdina Mello-Leitão, 1941 – Aufgelöst unter Santos & Brescovit, 2003.
- P. thalassina (C. L. Koch, 1847) – Aufgelöst unter Santos & Brescovit, 2003.
- P. uncivulva Caporiacco, 1941 – Aufgelöst unter van Niekerk & Dippenaar-Schoeman, 1994.

### Synonymisierte Gattung
Folgende Gattung wurde mit der Gattung Peucetia synonymisiert:
- Pasithea Blackwall, 1858 – Synonymisiert mit der Gattung Peucetia unter Thorell, 1869.

### Artengruppen der afrotropischen Vertreter
Bei einer 1994 seitens Anna S. Dippenaar-Schoemann und Petronella van Niekerk durchgeführten Revision der 15 in der Afrotropis vorkommenden Arten der Gattung Peucetia ließen sich diese größtenteils in fünf Artengruppen einteilen, nur P. viridis und P. madalenae ließen sich keiner Gruppe zuordnen. Die Zusammensetzung dieser Gruppen basiert größtenteils auf den genitalmorphologischen Merkmale der einzelnen Arten. Diese Artengruppen sind nicht hierarchisch und entsprechen keiner phylogenetischen (stammestechnischen) Analyse, sondern sind auf numerischer Taxonomie basierende Gruppierungen, die der Identifizierung dienen.
Die Artengruppe von P. crucifera enthält neben dieser die Art P. gerhardi, von der allerdings nur das Weibchen beschrieben ist. Die Tibien der Pedipalpen sind bei den Männchen vergleichsweise kurz und ein Paracymbium trägt je einen medialen Vorsprung und ein zugespitztes Ende. Die Epigyne setzt sich aus einer flachen Platte mit posterolaterale (hinten seitlichen) Vorsprüngen, die die Kopulationsöffnung bedecken, zusammen.
Eine weitere Artengruppe ist die von P. lucasi, in der neben dieser die Arten P. madagascariensis. P. transvaalica und P. lesserti enthalten sind. Die Pedipalpen der Männchen haben hier ebenfalls eher kurze Tibien. Das Paracymbium besitzt bei dieser Artengruppe einen verdrehten, membranösen Fortsatz und bei einigen Vertretern einen medianen Haken. Für die Epigyne dieser Gruppe sind posterolaterale Rillen typisch.
Die Artengruppe von P. pulchra enthält neben dieser die Art P. longipes. Beide Arten haben außergewöhnlich lange und schlanke Beine und haben große dunkelbraune Zeichnungen, Punkte und Ringe. Die Pedipalpen der Männchen besitzen eher lange Tibien mit in die entgegengesetzte Richtung ausgelegten Stacheln. Das Paracymbium eines Bulbus ist einem medialen inneren Vorsprung und einem abgestumpften Ende versehen. Für den Konduktor typisch ist die vertikal angelegte anteriore Kammstruktur und die gekrümmte Spitze. Die Epigynenplatten hat eine flügelartige Erweiterung im Bereich über den über Kopulationsgängen.
Zur Artengruppe von P. striata gehören neben der namensgebenden Art P. maculifera und P. nicolae. Für die Männchen sind die hier langen Tibien der Pedipalpen typisch, wobei bei dem von P. nicolae diese Tibien eine eher mittlere Länge aufweisen. Ansonsten haben alle Männchen dieser Gruppe abwechselnd angeordnete Stacheln an den Tibien der Pedipalpen und bei einem einzelnen Paracymbium eine breite, membranöse Spitze als dessen Ende, während der Embolus spiralförmig verdreht in Erscheinung tritt. Die Epigyne weist innerhalb dieser Artengruppe paarige zwiebelförmige Strukturen mit großen abgerundeten Costae auf. Die Costae können zusätzlich mit Hörnern ausgestattet sein.
Die fünfte Artengruppe ist nach der Art P. virescens benannt und beinhaltet neben dieser die Art  P. araica. Die Pedipalpen der männlichen Individuen haben auch hier vergleichsweise lange und zusätzlich mit jeweils zwei abwechselnden, gleich großen Stacheln versehene Tibien. Der Konduktor hat einen gekräuselten, membranösen Rand und das Paracymbium ist hier breit, wobei es sich medial verengt. Die Epigyne besitzt ähnlich wie bei der Artengruppe von P. striata paarige zwiebelförmige Strukturen, die bei den zur Gruppe von P. virescens zählenden Arten allerdings medial tief geteilt ist. Die Spermatheken sind hier in posterolaterale Richtung hin geöffnet.